# كريستوفر نيوبورت
كريستوفر نيوبورت (بالإنجليزية: Christopher Newport)‏ (1561-1617)، هو بحار وقرصان إنجليزي. اشتُهر بصفته قبطان السفينة سوزان كونستانت، أكبر السفن الثلاث التي حملت مستوطنين لشركة فرجينيا في عام 1607، في طريقها للعثور على المستوطنة في جيمس تاون، في مستعمرة فيرجينيا، التي أصبحت أول مستوطنة إنجليزية دائمة في أمريكا الشمالية. كان أيضًا في القيادة العامة للسفينتين الأُخريين «غودسبيد» و«ديسكوفري» في تلك الرحلة الأولية، نظرًا لحجمهما.
قام بالعديد من رحلات الإمداد بين إنجلترا وجامستاون، وأصبح في عام 1609 قبطان سفينة الإمداد الجديدة لشركة فرجينيا «سي فينتشر»، التي واجهت إعصارًا خلال مهمة الإمداد الثالثة، وغرقت في أرخبيل برمودا. سُميت جامعة كريستوفر نيوبورت، في نيوبورت نيوز في فرجينيا باسمه تكريما له.

## النشأة
وُلد كريستوفر في ديسمبر عام 1561، في نيوبورت في لايمهاوس، وهو ميناء تجاري مهم على نهر التايمز. هو ابن ربان سفينة دُعي أيضًا كريستوفر نيوبورت، وعمل في الملاحة التجارية على الساحل الشرقي لإنجلترا. اسم العزوبية لأمه جين غير معروف. عُمّد نيوبورت في هارويش في 29 ديسمبر. ذهب نيوبورت إلى البحر في عام 1580، وسرعان ما ارتفع إلى رتبة بحار خبير، وتعامل مع التجارة الذاهبة إلى لندن. تزوج من كاثرين بروكتور في هارويتش، في 19 أكتوبر في عام 1584.

### القرصنة
عمل نيوبورت قرصانَا من عام 1585 بعد اندلاع الحرب الأنجلو إسبانية، وأغار على الناقلات الإسبانية في منطقة البحر الكاريبي. قاد سلسلة من سفن القرصنة على مدى سنوات، بما في ذلك جون ليتل، ومارغريت، والتنين الذهبي. فقد نيوبورت ذراعا في معركته أثناء الاستيلاء على سفينة شراعية إسبانية في عام 1590، عندما ذهب إلى منطقة البحر الكاريبي ببعثة مموّلة مُنظمّة من قبل التاجر الشهير جون واتس. واصل نيوبورت الغارات أثناء العمل مع واتس على الرغم من العمل لما يقارب عشرين عاما، خاصة بعثته الناجحة قبالة كوبا في يونيو ويوليو عام 1591.
استولى على سفينة برتغالية «مادر دي ديوس» في أغسطس عام 1592، قبالة جزر الأزور، حيث حصل أكبر نهب إنجليزي في القرن. عادت سفينته إلى ميناء في إنجلترا محمّلة بخمسمئة طن من البهارات والحرير والأحجار الكريمة وغيرها من الكنوز. داهم بويرتو كابالوس في عام 1603 في مهمته الأخيرة من الحرب، وقُوسمت غنائم هذه المهام مع تجار لندن الذين موّلوها. وصُدّ غزوه لجامايكا الإسبانية مع ذلك، من قبل الحاكم فرناندو ميلغاريجو. عاد إلى إنجلترا في عام 1605، بعد مهمة أخرى إلى منطقة البحر الكاريبي، ومعه اثنين من التماسيح الصغيرة وخنزير بري لتقديمها هدايا للملك جيمس الأول، الذي كان مفتونًا بالحيوانات الغريبة.

## جيمستاون
أدت تجربة نيوبورت وكذلك سمعته إلى تعيينه في عام 1606 من قبل شركة فرجينيا في لندن. مُنحت الشركة حق الملكية لتأسيس مستوطنة في فرجينيا، من قبل الملك جيمس الأول. تولى نيوبورت السفينة سوزان كونستانت، التي حملت في الرحلة 1606-1607، 71 مستعمراً، كلهم من الذكور، كان جون سميث أحدهم. وبمجرد أن أصبحت الأرض على مرأى البصر، فُتحت أوامر مختومة من شركة فرجينيا، عيّنت نيوبورت عضوا في مجلس حكم المستعمرة. نصب نيوبورت صليبًا عند مصب الخليج في 29 أبريل، في مكان أطلقوا عليه اسم خليج هنري، للمطالبة بالأرض لصالح التاج. غزت السفن في الأيام التالية، في المناطق الداخلية عكس التيار، على طول نهر جيمس بحثًا عن موقع مناسب لمستوطنتها، كما هو محدد في طلباتهم. استكشف نيوبورت (برفقة سميث) بوهاتان فلو (النهر) وحتى ريتشموند (عندما ستسمى بوهاتان فلو باسم نهر جيمس)، وسُمح له بتولي مقعده في المجلس، بعد بضعة أسابيع من وصوله إلى جيمستاون.

### مهمتا الإمداد الأولى والثانية
أبحر نيوبورت متجهاً إلى لندن على سوزان كونستانت مع حمولة من البيريت (ذهب الأغبياء)، وغيرها من المعادن التي يُفترض أنها ثمينة في يونيو 1607، أي بعد أسبوع من اكتمال الحصن الأولي في جيمس تاون، تاركًا وراءه 104 مستعمر، والاكتشاف الصغير لاستغلال المستعمرين. لم تعد سوزان كونستانت -التي كانت سفينة مستأجرة استُخدمت عادة لنقل البضائع- إلى فرجينيا مرة أخرى. وعاد نيوبورت مع ذلك مرتين من إنجلترا مع إمدادات إضافية في الأشهر الثمانية عشر التي تلتها، ما أدى إلى ما كان يُسمى مهمتيّ الإمداد الأولى والثانية. أصبح المستعمرون الذين بالكاد على قيد الحياة يعتمدون على مهمات الإمداد على الرغم من النوايا الأصلية لزراعة الطعام والتجارة مع الأمريكيين الأصليين. مات أكثر من نصف المستعمرين في شتاء 1607-1608 قبل وصول الإمداد الأول.
وصلت مهمة الإمداد الأولى العاجلة إلى جيمستاون في 8 يناير 1608. السفينتان اللتان كانتا تحت قيادة نيوبورت هما جون وفرانسيس، وفينيكس. أحضرت السفينتان أيضًا 120 رجلاً إضافيين على الرغم من تجديد الإمدادات، لذلك أصبح عدد المستعمرين 158 مستعمرا مع الناجين من المجموعة الأولية، وسجّل لاحقًا جون سميث أيضًا. غادر نيوبورت وفقا لذلك مرة أخرى إلى إنجلترا على الفور، للقيام برحلة إضافية وجلب المزيد من الإمدادات. أخذ نيوبورت أيضًا أحد رجال قبيلة بوهاتان، نامونتاك إلى لندن في 10 أبريل 1608. بقي نامونتاك هناك مدة ثلاثة أشهر وعاد إلى فيرجينيا مع نيوبورت.
وصلت مهمة الإمداد الثانية في سبتمبر 1608، وهذه المرة من خلال ماري مارغريت يقودها نيوبورت، سفينة تبلغ حمولتها حوالي 150 طن. بالإضافة إلى الإمدادات التي كان بأمس الحاجة إليها، سلم الإمداد الثاني 70 شخصًا آخرين وكذلك أول امرأتين من إنجلترا، سيدة وخادمة. مع إدراك أن زمالة بوهاتان كانت حاسمة لبقاء مستعمرة جيمستاون الصغيرة، أُمر نيوبورت أيضًا «بتتويج» الرئيس بتاج احتفالي ليجعله تابعًا إنجليزيًا. سار التتويج بشكل سيئ، لأنه ذَكر أنه كان بالفعل ملكًا ورفض الركوع لاستلام التاج. نُقلت الحاجة إلى مهمة إمداد أخرى، أكبر حجمًا، إلى قادة شركة فيرجينيا بشكل فعال، عندما عاد نيوبورت إلى إنجلترا. جُمعت وهُيّئت الأموال والموارد الإضافية. إلا أن الإمداد الثالث، وكذلك سفينة القائد مصممة الغرض «سي فينتشر»، ستشكل مشكلة كبيرة بالنسبة لجيمستاون.